# La Desna enchantée
Pour plus de détails, voir Fiche technique et Distribution.
La Desna enchantée (en russe : Зачарованная Десна, ukrainien : Зачарована Десна), est un film soviétique réalisé par Ioulia Solntseva, sorti en 1964. 

C'est la biographie romancée de Alexandre Dovjenko, Ma Desna enchantée qui sert de scénario. Jean-Luc Godart le déclarait comme meilleur film de 1965.

## Fiche technique
- Titre : La Desna enchantée
- Titre original : Зачарована Десна
- Réalisation :  Ioulia Solntseva
- Scénario : Alexandre Dovjenko
- Photographie : Aleksey Temerin
- Musique : Gavriil Popov
- Pays d'origine :  Union soviétique
- Production : Mosfilm
- Durée : 81 minutes
- Format : couleur - 70 mm - Mono
- Genre :
- Date de sortie : 1964

## Distribution
- Evgeniy Samoylov
- Vladimir Goncharov
- Evgeniy Bondarenko